# Lelystad
Lelystad jest gminą i miastem w środkowej Holandii będącym stolicą prowincji Flevoland. Około 71 800 mieszkańców, powierzchnia ok. 765,39 km² (z czego 234,13 km² to ląd, a 531,26 km² – woda).

## Położenie

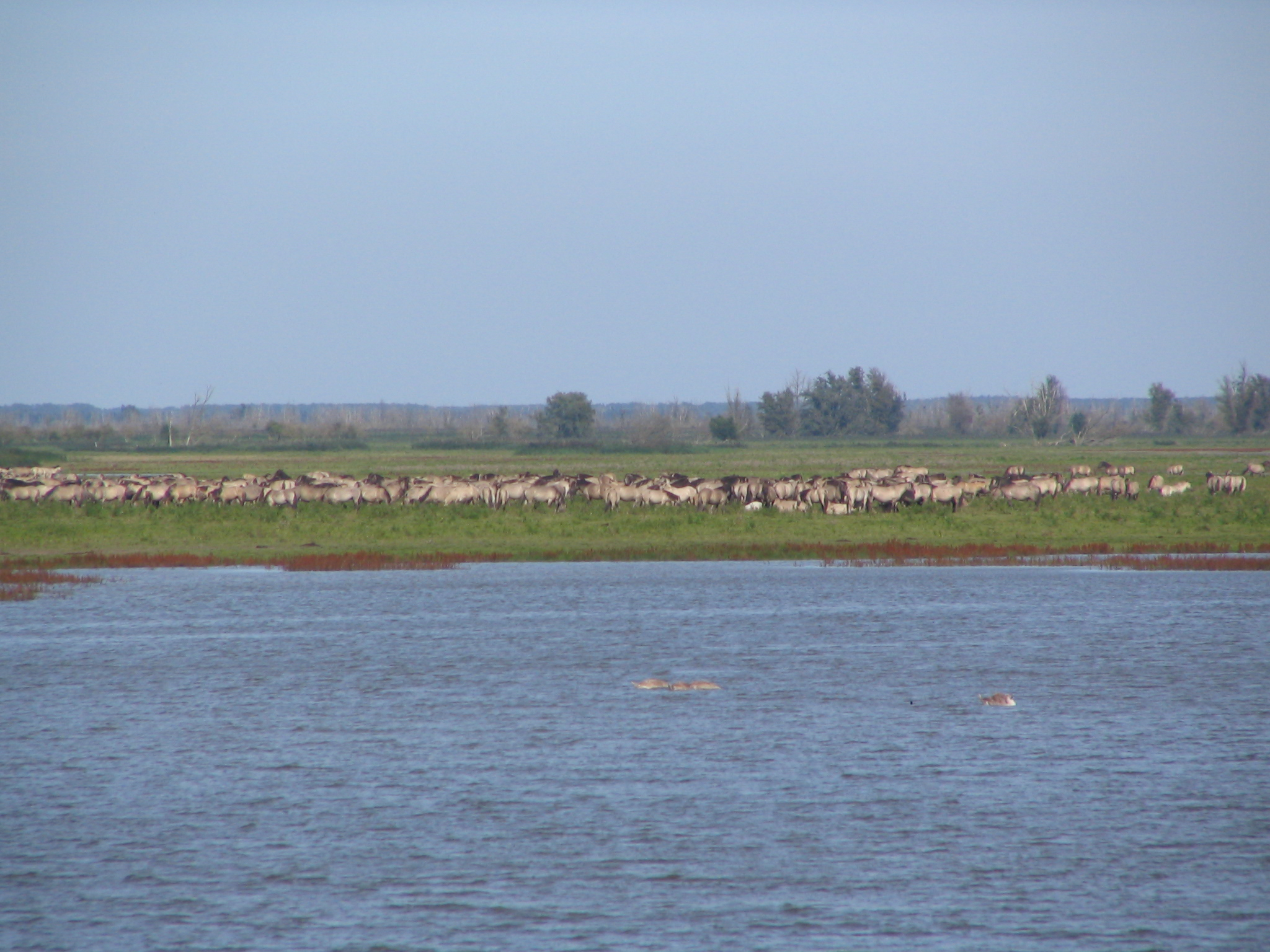
Oostvaardersplassen

Lelystad jest największą pod względem powierzchni gminą w Holandii. Krajobraz lądowy dominują poldery, ale napotkać można także rozległe jak na Holandię lasy oraz wrzosowiska. Około 2/3 gminy Lelystad to woda – Markermeer oraz IJsselmeer. Między miastem Lelystad a Almere znajduje się park narodowy Oostvaardersplassen. Na rozległych obszarach parku żyje wiele gatunków zwierząt, między innymi sprowadzony tam konik polski.

## Historia

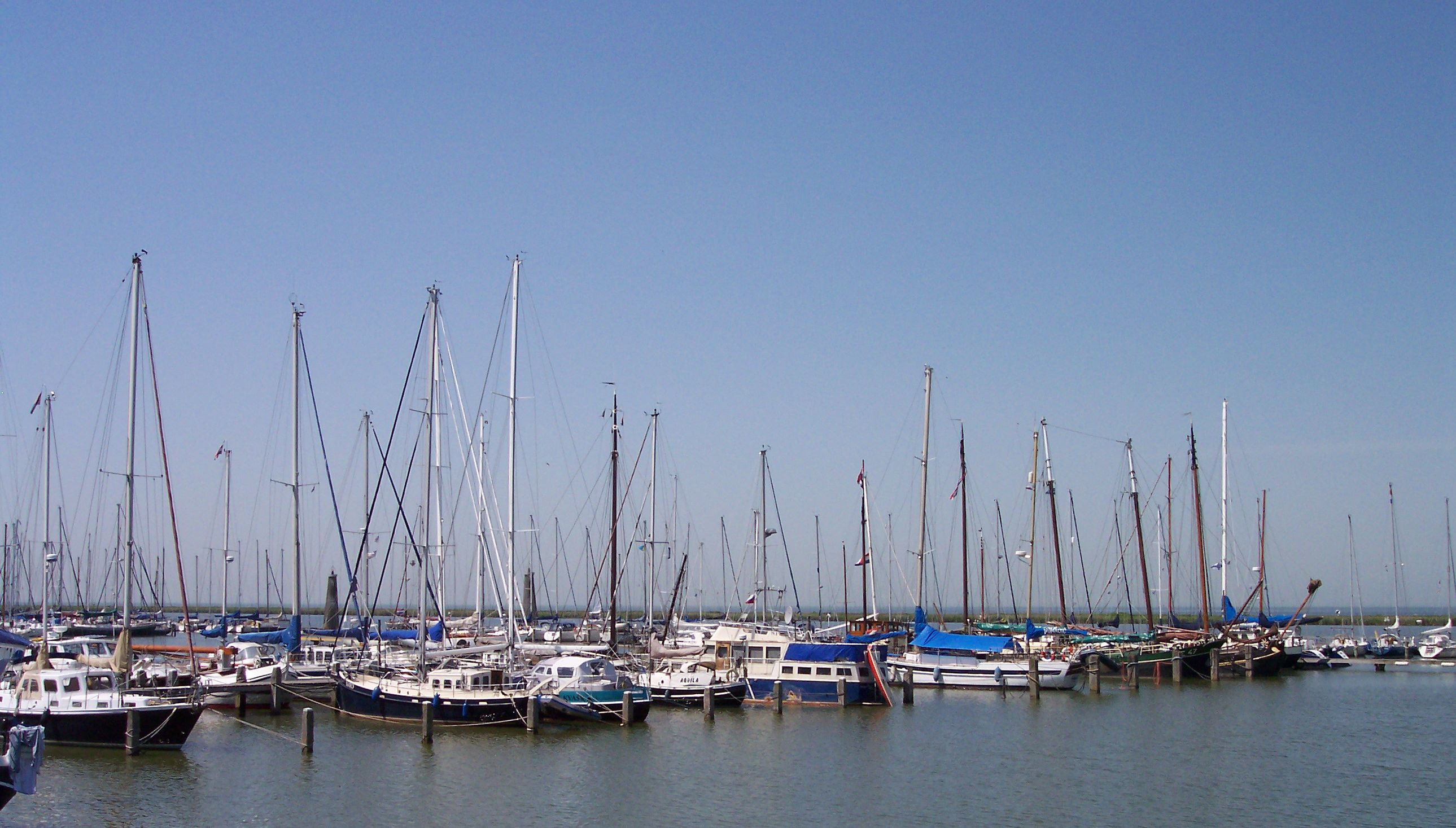
Port w Lelystad

Tereny na których leży dziś miasto Lelystad osuszone zostały w roku 1957. Lelystad otrzymało prawa miejskie w 1967 roku, a od 1986 roku jest stolicą prowincji Flevoland. Nazwa miasta pochodzi od nazwiska Cornelisa Lely, holenderskiego polityka i inżyniera, który zaprojektował Afsluitdijk, zaporę oddzielającą IJsselmeer od Morza Północnego. Lelystad leży 5 metrów poniżej poziomu morza.

## Atrakcje turystyczne
- Replika XVII-wiecznego żaglowca Batavia.
- Batavia Stad – centrum handlowe typu outlet.
- Aviodrome – park lotniczy.
- Park narodowy Oostvaardersplassen.
- Park krajobrazowy Lelystad.

## Transport
- Autostrada – w pobliżu wschodnich granic miasta znajduje się autostrada A6. Od południa można do Lelystad dojechać zjeżdżając z autostrady A1 na drogę N302 (zjazd nr 18).
- Lotnisko – miasto posiada lotnisko, jednak rejsowymi samolotami z Polski można dostać się tylko na amsterdamski Schiphol.
- Kolej – w Lelystad znajdują się dwie stacje kolejowe: Lelystad Centrum i Lelystad Zuid. Na dworcu Lelystad Centrum regularnie zatrzymują się pociągi jadące do i z Almere, Amsterdamu i Zwolle.
- Autobusy – spod Lelystad Centrum odjeżdżają autobusy kursujące między Lelystad a Emmeloord, Enkhuizen, Groningen, Harderwijk, Kampen, Swifterbant i Zwolle.
- Droga wodna – w Lelystad znajduje się kilka portów i marin.